# Expérience de Trouton-Noble
L’expérience de Trouton-Noble est une tentative de détecter le déplacement de la Terre dans l'éther. Cette expérience fut menée de 1901 à 1903 par Frederick Thomas Trouton et Henry R. Noble. Elle est liée à quelques expériences de pensée : « paradoxe de Trouton-Noble », « paradoxe du levier à angle droit » et « paradoxe de Lewis-Tolman ». Elle partait d'une suggestion de George FitzGerald qu'un condensateur à plaques parallèles qui se déplacerait dans l'éther devrait s'orienter perpendiculairement au sens du déplacement. Tout comme pour l'expérience de Michelson-Morley réalisée plus tôt, Trouton et Noble n'ont détecté aucun effet,.
Ce résultat fut reproduit avec plus de précision en augmentant la sensibilité des appareils par Rudolf Tomaschek (1925, 1926), Carl T. Chase (1926, 1927) et H. C. Hayden (1994),,,,,. Ces résultats sont maintenant vus comme cohérents dans le cadre de la théorie de la relativité restreinte, reflétant la validité du principe de relativité et l'absence d'un référentiel absolu au repos (l'éther).

## Description
Dans l'expérience, un condensateur plan électriquement chargé est soutenu par une fine corde tordue. Si la théorie de l'éther est vraie, les modifications prévues par les équations de Maxwell, causées par le déplacement de la Terre dans l'éther, imposent une torsion qui amène les plaques du condensateur à s'aligner perpendiculairement au sens du déplacement. L'équation qui régit ce comportement est :
{\displaystyle \tau =-E'{\frac {v^{2}}{c^{2}}}\sin 2\alpha '}
où {\displaystyle \tau } est la torsion, {\displaystyle E} l'énergie du condensateur et {\displaystyle \alpha } l'angle entre la normale des plaques et la vitesse.
Cependant, les hypothèses de la relativité restreinte permettent d'avancer que les équations de Maxwell sont invariantes dans tous les référentiels se déplaçant à vitesse constante et qu'il n'y a aucune torsion. Donc, à moins que l'éther ne se déplace à la même vitesse que la Terre, l'expérience permet de tester laquelle de ces deux hypothèses est la meilleure. Un résultat nul confirme l'invariance de Lorentz.
Alors qu'un résultat négatif de l'expérience s'explique relativement facilement si le référentiel de l'appareil est au repos, les explications pour un référentiel qui ne se déplace pas en parallèle au premier est appelé le « paradoxe de Trouton-Noble ». Elles sont beaucoup plus difficiles à formuler et à comprendre.

## Paradoxe du levier à angle droit

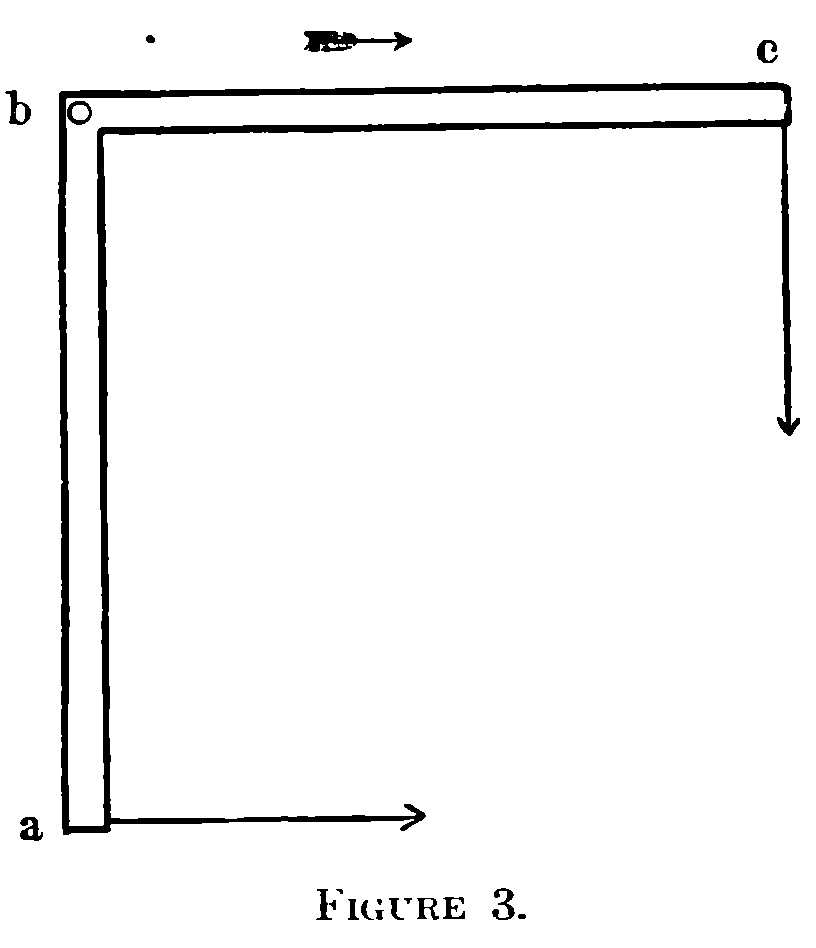
Diagramme montrant un levier soumis à deux forces perpendiculaires.

Le paradoxe de Trouton-Noble est similaire à l'expérience de pensée appelée « Paradoxe du levier à angle droit », analysé pour la première fois par Gilbert Newton Lewis et Richard Chase Tolman en 1909. Soit un levier à angle droit dont les extrémités sont identifiées par a, b et c. Dans un référentiel au repos, les forces {\displaystyle f_{y}} en direction de ba et {\displaystyle f_{x}} en direction de bc doivent être égales pour maintenir l'équilibre. Il n'y a donc aucune torsion selon la loi du levier :
{\displaystyle \tau '=L_{0}\left(f'_{x}-f'_{y}\right)=0}
où {\displaystyle \tau } est le couple et {\displaystyle L_{0}} la partie au repos d'un des bras. Cependant, à cause de la contraction des longueurs, ba est plus long que bc dans un système parallèle au repos. Donc, la loi du levier relativiste donne :
{\displaystyle \tau =f_{x}\cdot L_{0}-f_{y}\cdot L_{0}{\sqrt {1-{\frac {v^{2}}{c^{2}}}}}=L_{0}\left(f_{x}-f_{y}{\sqrt {1-{\frac {v^{2}}{c^{2}}}}}\right)}
Le couple n'est plus nul, ce qui devrait en apparence faire tourner le levier dans le système parallèle. Puisqu'aucune rotation n'est observée, Lewis et Tolman ont conclu qu'il n'y a aucun couple :
{\displaystyle {\frac {f_{x}}{f_{y}}}={\sqrt {1-{\frac {v^{2}}{c^{2}}}}}}
Cependant Max von Laue a montré en 1911 qu'il existe une contradiction avec la force relativiste : 
{\displaystyle f_{x}=f'_{x},\ f_{y}=f'_{y}\cdot {\sqrt {1-{\frac {v^{2}}{c^{2}}}}}}
qui se récrit
{\displaystyle {\frac {f_{x}}{f_{y}}}={\frac {1}{\sqrt {1-{\frac {v^{2}}{c^{2}}}}}}}
Quand elle appliquée à la loi du levier, un couple apparaît :
{\displaystyle \tau =-L_{0}\cdot f'_{x}\cdot {\frac {v^{2}}{c^{2}}}}
Il y a donc une contradiction, la même que dans le paradoxe de Trouton-Noble.

## Solutions
Une tentative de reconcilier les paradoxes de Trouton-Noble et du levier à angle droit demande une analyse méticuleuse des principes relativistes. Les explications qui suivent sont équivalentes. Dans les deux paradoxes, le couple net apparent sur un objet (lorsqu'observé depuis un référentiel) ne provoque aucune rotation de l'objet. Dans les deux cas, ce résultat s'obtient en tenant compte à la fois de la transformation de toutes les forces en jeu, des moments et de l'accélération induites par les forces.

### Courant de Laue
La première solution au paradoxe de Trouton-Noble est donnée par Hendrik Lorentz en 1904. Son résultat s'appuie sur l'hypothèse que le couple et le moment causés par les forces électrostatiques sont annulées par le couple et le moment causés par les forces moléculaires
Sa solution fut améliorée et détaillée par Max von Laue en 1911, qui donna la solution standard pour ce type de paradoxes. Elle s'appuie sur la soi-disant « inertie de l'énergie » dans sa formulation générale par Max Planck. Selon Laue, un courant d'énergie lié à un certain moment (« courant de Laue ») apparaît dans les corps en mouvement à la suite des tensions élastiques. Le couple mécanique résultant dans le cas de l'expérience de Trouton-Noble est :
{\displaystyle \tau =E'{\frac {v^{2}}{c^{2}}}\sin 2\alpha '}
et pour le levier à angle droit :
{\displaystyle \tau =L_{0}\cdot f'_{x}\cdot {\frac {v^{2}}{c^{2}}}}
qui compense exactement le couple électromagnétique. Il n'y a donc aucune rotation dans les deux cas. En d'autres mots, le couple électromagnétique est nécessaire au mouvement uniforme d'un corps, c'est-à-dire qu'il entrave la rotation du corps à cause du couple mécanique provoqué par les tensions élastiques,,,.
Depuis, plusieurs articles ont approfondi la notion du courant de Laue, ont proposé quelques modifications ou interprétations. D'autres chercheurs ont critiqué la solution de Laue, proposant des alternatives en redéfinissant les notions de force, d'équilibre, etc.

### Forces et accélération
Une solution sans recourir aux forces compensatoires ni aux redéfinitions de forces et d'équilibre dans un cadre relativiste fut publiée par Paul Sophus Epstein en 1911,. Il a insinué que, dans un cadre relativiste, les directions de la force et de l'accélération ne sont pas nécessairement les mêmes, seulement que la relation entre la masse, la force et l'accélération s'expriment par des tenseurs. Pour cette raison, la notion de force change en passant du cadre newtonien au cadre relativiste.
Imaginons une tige sans masse avec des extrémités O et M, qui s'appuie sur au point O, et une particule de masse s au repos qui se trouve au point M. La tige affiche un angle {\displaystyle \tan \alpha \!} relativement à O. Supposons qu'une force en direction de OM soit appliquée à M et que l'équilibre dans un référentiel au repos soit obtenu lorsque {\displaystyle {\tfrac {f'_{x}}{f'_{y}}}=\tan \alpha '}. Comme montré précédemment, ces forces dans un référentiel parallèle au repos respectent :
{\displaystyle f_{x}=f'_{x},\ f_{y}=f'_{y}\cdot {\sqrt {1-{\frac {v^{2}}{c^{2}}}}},\ \tan \alpha =\tan \alpha '{\sqrt {1-{\frac {v^{2}}{c^{2}}}}}}
Donc, {\displaystyle {\frac {f_{x}}{f_{y}}}={\frac {\tan \alpha }{1-{\frac {v^{2}}{c^{2}}}}}}.
La direction de la force résultante n'est pas parallèle à OM. Si nous calculons l'accélération provoquée par les deux forces, elle ne provoque pas de rotation. L'expression relativiste dans ce cas de figure, où la masse m est accélérée par ces deux forces dans les directions longitudinale et transversale sont :
{\displaystyle a_{x}={\frac {f_{x}}{m\gamma ^{3}}},\ a_{y}={\frac {f_{y}}{m\gamma }}}, où {\displaystyle \gamma ={\frac {1}{\sqrt {1-{\frac {v^{2}}{c^{2}}}}}}}.
Donc, {\displaystyle {\frac {a_{x}}{a_{y}}}=\tan \alpha }.
Donc, il n'y a aucune rotation dans ce système. Des considérations semblables s'appliquent dans les paradoxes de Trouton-Noble et du levier à angle droit. Ils sont résolus, car les deux vecteurs accélérations pointent vers le centre de gravité du système, mais pas les deux forces.
Epstein ajouta que si quelqu'un préfère ramener le parallélisme entre les forces et l'accélération auquel nous sommes habitués en mécanique newtonienne, il doit inclure une force compensatrice qui est équivalente au courant de Laue. Dans son article de 1911, il développe cette approche.